# Maria Paschalis Jahnová a devět společnic
Maria Paschalis Jahnová a devět společnic jsou skupinou deseti římskokatolických řeholnic kongregace Sester svaté Alžběty, zabitých během druhé světové války. Katolická církev je uctívá jako blahoslavené mučednice.

## Okolnosti
Na konci druhé světové války, roku 1945 bylo ve Slezsku mnoho starých a nemocných lidí a osiřelých dětí. O ně se zde staraly především členky řeholní kongregace Sester svaté Alžběty. Sovětští vojáci Rudé armády při přechodu fronty na západ týrali zejména jeptišky brutálně byli a vraždili lidi, včetně řeholnic. Většina tehdy zavražděných řeholnic kongregace Sester svaté Alžběty zemřela na obranu své, nebo cizí čistoty. K vraždám mučednic došlo mezi únorem a květnem roku 1945 na území vratislavské arcidiecéze. Šest z nich pocházelo z opolské diecéze, tři z legnické diecéze a jedna ze zelenohorsko-gorzowské diecéze.

## Seznam a biografie mučednic

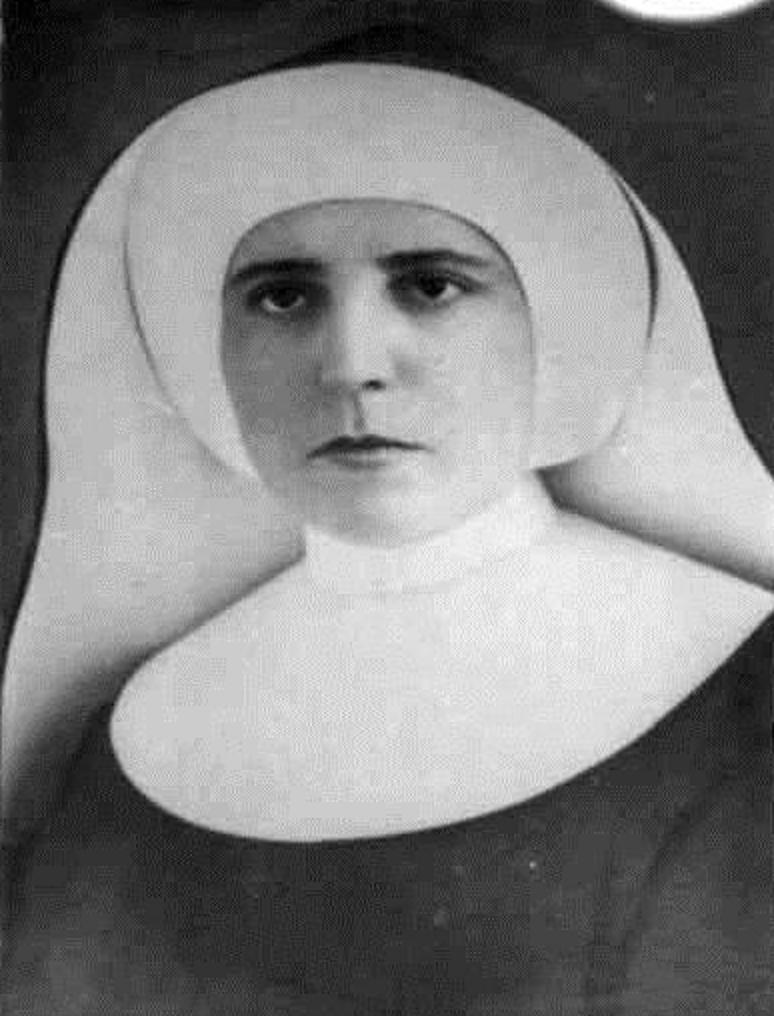
Bl. Maria Paschalis Jahnová

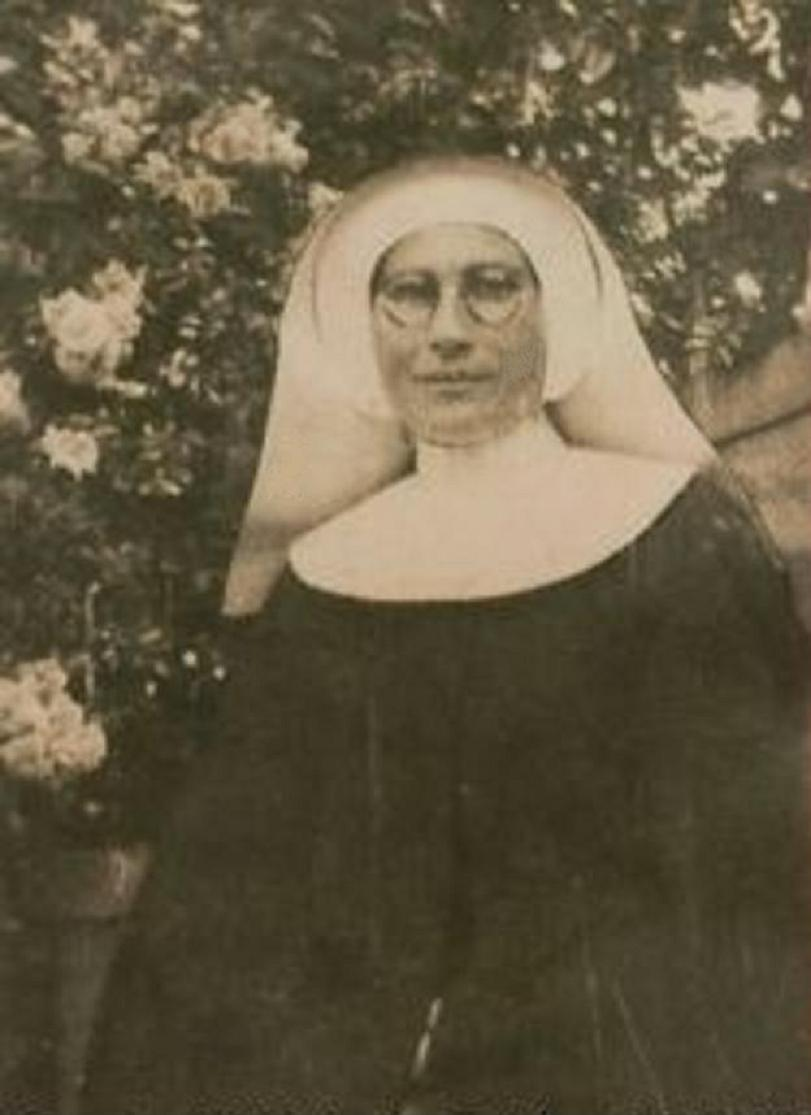
Bl. Marta Melusja Rybka

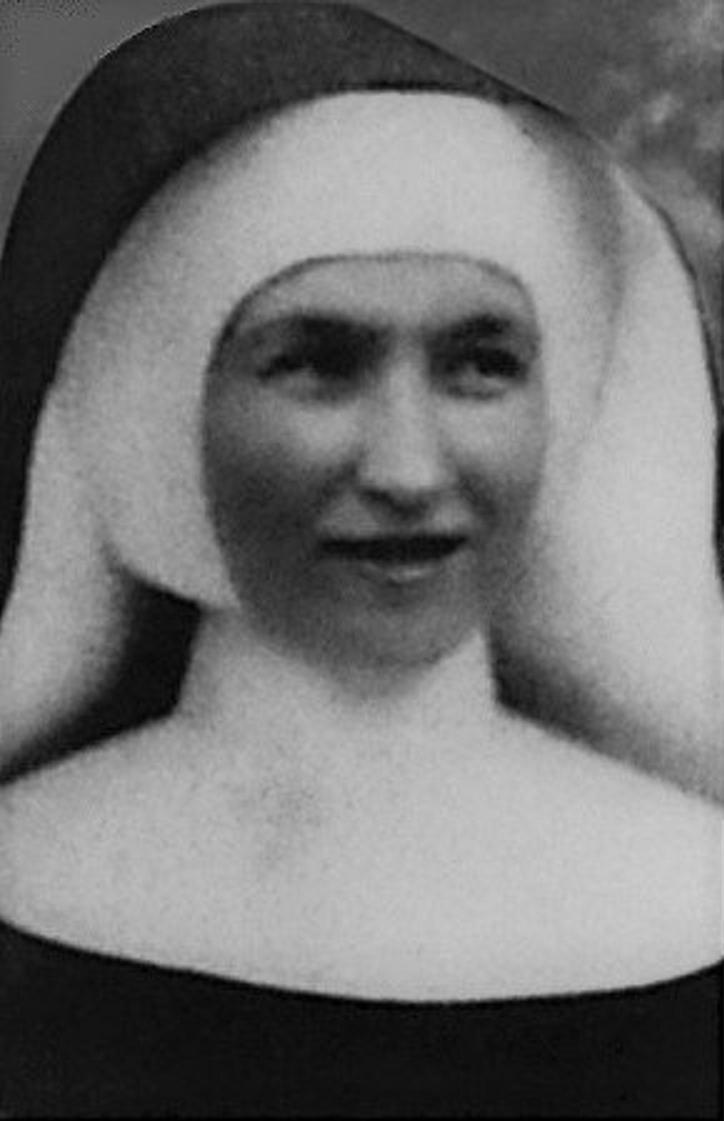
Bl. Juliana Edelburgis Kubitzki

- bl. Maria (Paschalis) Jahnová, CSSE – Narodila se dne 7. dubna 1916 v Nyse. Roku 1938 vstoupila do kongregace Sester svaté Alžběta. Pobývala v řeholních domech v Kluczborku a Hlubčicích a od dubna 1942 v Nyse, kde ji zastihla druhá světová válka. V březnu roku 1945 jí bylo představenými dovoleno opustit město, načež odešla do Velkých Losin a do Sobotína v Česku. Dne 11. května 1945 byla brutálně napadena sovětským vojákem a při obraně své čistoty a víry byla jím zastřelena. Byla pohřbena na farním hřbitově a místní ji nazývali „bílou růži z Čech“.
- bl. Marta (Melusja) Rybka, CSSE – Narodila se dne 11. července 1905 v Pawłówě u Ratiboře. Dne 5. října 1927 vstoupila do kongregace Sester svaté Alžběty, načež žila v Nyse. Zavražděna byla dne 24. března 1945 v Nyse, když bránila dívku napadenou vojákem, který ji chtěl znásilnit. Pohřbena byla na místní klášterní zahradě.
- bl. Juliana (Edelburgis) Kubitzki, CSSE – Narodila se dne 9. února 1905 v Dąbrówce Dolne. Roku 1929 vstoupila do kongregace Sester svaté Alžběty. Sloužila jako ambulantní sestra ve Vratislavi a v Żarech. Po příchodu sovětských jednotek do Żarechu se spolu s dalšími sestrami ukryla na místní faře. Dne 20. února 1945 vtrhli vojáci do místnosti, kde se se sestrami skrývala, a pokusili se ji od nich oddělit. Kvůli odporu byla postřelena a brzy nato zemřela. Pohřbena byla ve farním kostele v Żarech.
- bl. Klara (Adela) Schramm, CSSE – Narodila se dne 3. června 1885 v Głosně. Ve svých 26 letech vstoupila do kongregace Sester svaté Alžběty, načež sloužila v Ramułtowicích, Szklarska Poręba, Wałbrzych-Sobięcin a v Godzieszówě, kde působila jako představená. Po obsazení vesnice sovětskými vojáky našla ona a děti které opatrovala útočiště u majitelů farmy. Dne 25. února 1945 do domu, kde žila vtrhli vojáci. Při obraně své čistoty a dětí byla vojáky spolu s majiteli farmy zastřelena. Pohřbena byla spolu s ostatními zabitými v kráteru po bombě poblíž farmy.
- bl. Helena (Acutina) Goldberg, CSSE – Narodila se dne 6. července 1882 v Dłużku ve Varmii. Ve svých 23 letech vstoupila do kongregace Sester svaté Alžběty. Sloužila jako asistentka v kněžském domě v Nyse, v sanatoriu ve Wleńi a nakonec v sirotčinci v Lubiążi. Poté, co Rudá armáda vtrhla do města uprchla se svěřenými dětmi z Lubiążu do Krzydliny Wielka. Zde ji přepadli vojáci. Zatímco bránila svěřené děti před znásilněním byla dne 2. května 1945 zastřelena. Byla pohřbena na hřbitově v Krzydlina Mała.
- bl. Jadwiga (Adelheidis) Töpfer, CSSE – Narodila se dne 26. srpna 1887 v Nyse. Roku 1907 vstoupila do kongregace Sester svaté Alžběty. Sloužila v Nise a Kozlí. Od 24. března 1945 byla spolu s ostatními sestrami, pobývajícími v Nyse opakovaně napadána vojáky Rudé armády. Dne 25. března 1945 vstoupil jeden z vojáků do místnosti, kde se starala o děti a bezdůvodně ji zastřelil. Nejprve byla pohřbena na klášterní zahradě, později na hřbitově v Nyse.
- bl. Anna (Felicitas) Ellmerer, CSSE – Narodila se dne 12. května 1889 v Grafing bei München. Roku 1911 vstoupila do kongregace Sester svaté Alžběty. Působila jako učitelka ve Vratislavi, Düsseldorfu, Kupu a v Nyse. Když vojáci Rudé armády zaútočili na řeholní dům v Nyse, ve kterém žila byla představená zasažena pažbou do hlavy a ztratila vědomí. Při snaze jí pomoci byla zastřelena. Pohřbena byla na klášterní zahradě v Nyse.
- bl. Anna (Sabina) Thienel, CSSE – Narodila se dne 24. září 1909 v Rudziczce. Dne 22. února 1933 vstoupila do kongregace Sester svaté Alžběty. Ve Vratislavi a v Lubani měla na starost péči o staré lidi. Dne 1. března 1945 byla v Lubani zastřelena vojákem, ubytovaným v jejím klášteře. Pohřbena byla na hřbitově v Lubani.
- bl. Elfrieda (Rosaria) Schilling, CSSE – Narodila se dne 5. května 1908 ve Vratislavi do evangelické rodiny. Po konvertování ke katolické víře ve svých dvaceti letech vstoupila do kongregace Sester svaté Alžběty. Sloužila v Eimsbüttelu (část Hamburku), Hlodově, Nyse, Katovicích, Lehnici, Chojnówě a v Nowogrodzieci. Dne 22. února 1945 ji vojáci vyvedli z krytu, kde se s dalšími sestrami ukrývala. Po těžkém trýznění ji přivedli zpět a poté, co se odmítla znovu oddělit od spolusester byla zastřelena. Pohřbena byla na hřbitově v Nowogrodzieci.
- bl. Łucja (Sapientia) Heymann, CSSE – Narodila se dne 19. dubna 1875 v Lubieszu. Roku 1894 vstoupila do kongregace Sester svaté Alžběty. Sloužila jako zdravotní sestra v Eppendorfu (část Hamburku) a v Nyse. Dne 24. března 1945 se spolu s ostatními sestrami nacházela v refektáři řeholního domu v Nyse, když se ji pokusil voják vyvést ven, což odmítla načež byla zastřelena. Její tělo bylo pohřbeno na klášterní zahradě.

## Úcta
Jejich beatifikační proces započal dne 28. června 2011, čímž obdržely titul služebnice Boží. Dne 19. června 2021 podepsal papež František dekret o jejich mučednictví.
Blahořečeny pak byly dne 11. června 2022 v katedrále sv. Jana Křtitele ve Vratislavi. Obřadu předsedal jménem papeže Františka kardinál Marcello Semeraro.
Jejich památka je připomínána 11. května. Bývají zobrazovány v řeholním oděvu.